# Rio Ereu
Rio Ereu är ett vattendrag i Brasilien.   Det ligger i delstaten Roraima, i den norra delen av landet, 2 600 km nordväst om huvudstaden Brasília.
Omgivningarna runt Rio Ereu är huvudsakligen savann. Trakten runt Rio Ereu är nära nog obefolkad, med mindre än två invånare per kvadratkilometer.